# Zona Ferroviaria del Sur de Manchuria
La Zona Ferroviaria del Sur de Manchuria (南満州鉄道附属地 Minami Manshū Tetsudō Fuzoku-chi) (Hanyu Pinyin: Nán Mǎnzhōu Tiědào Fùshǔ-dì; Wade–Giles: Nan2 Man3-chou1 Tʻieh3-tao4 Fu4-shu3-ti4) era el área de los derechos extraterritoriales japoneses en el noreste de China, en relación con la operación del Ferrocarril del Sur de Manchuria.

## Historia
Tras la victoria de los japoneses sobre la Rusia imperial y la firma del Tratado de Portsmouth, la sucursal de Manchuria del Sur (desde Changchun a Lüshun) del Ferrocarril Chino del Este fue transferida al control japonés. Japón afirmó que este control incluía todos los derechos y privilegios otorgados a Rusia por China en el Tratado Li-Lobanov de 1896, ampliado por el Acuerdo de Arrendamiento de Kwantung de 1898; que incluía la administración absoluta y exclusiva dentro de la zona ferroviaria.
La Zona era geográficamente una franja de tierra de 62 metros de ancho a ambos lados de las vías del Ferrocarril del Sur de Manchuria, extendiéndose a lo largo de la ruta principal de 700 kilómetros desde Dalian a Changchun, la ruta de Mukden a Antung de 260 kilómetros, y otras cuatro rutas más cortas, para una longitud total de 1100 kilómetros, y una superficie total de 250 kilómetros cuadrados. Estas líneas ferroviarias conectaban 25 ciudades y pueblos, y dentro de cada ciudad, la Zona incluía almacenes, talleres de reparación, minas de carbón e instalaciones eléctricas que se consideraban necesarias para mantener los trenes.
Japón colocó guardias ferroviarios para brindar seguridad a los trenes y las vías en todo la Zona; sin embargo, estos eran soldados japoneses regulares, y frecuentemente realizaban maniobras fuera de las áreas ferroviarias. Además, Japón también mantuvo la Policía Consular adjunta a los consulados y sucursales consulares japonesas en ciudades importantes como Harbin, Tsitsihar y Manzhouli, así como en el distrito de Chientao, en el que vivían grandes cantidades de coreanos étnicos.
En 1915, Japón presentó a China las Veintiuna Exigencias resultantes del Tratado Sino-Japonés de 1915. El tratado estipulaba que los sujetos japoneses serían libres de residir y viajar en el sur de Manchuria y participar en negocios y manufactura de cualquier tipo, y podrían arrendar las tierras necesarias para la construcción de edificios adecuados para el comercio, la fabricación y las empresas agrícolas. Japón interpretó a la ligera que incluía a la mayor parte de Manchuria en el término "Sur de Manchuria".
Después de la fundación de Manchukuo, con pleno control japonés sobre toda Manchuria, la Zona dejó de tener una función, y fue abolida en 1937.